# Unité urbaine de Crottet - Pont-de-Veyle
L'unité urbaine de Crottet - Pont-de-Veyle est une unité urbaine française centrée sur les villes de Crottet et Pont-de-Veyle, dans le département de l'Ain.

## Données générales
En 2018, avec 4 684 habitants, elle représente la 16e unité urbaine dont la ville centre se situe dans le département de l'Ain.

## Composition selon la délimitation de 2020
| Nom           | Code Insee | Statut | Superficie (km2) | Population (dernière pop. légale) | Densité (hab./km2) |
| ------------- | ---------- | ------ | ---------------- | --------------------------------- | ------------------ |
| Crottet       | 01134      |        | 12,12            | 1 844 (2022)                      | 152                |
| Pont-de-Veyle | 01306      |        | 1,94             | 1 600 (2022)                      | 825                |
| Laiz          | 01203      |        | 10,31            | 1 292 (2022)                      | 125                |